# Saràtovskaia
Saràtovskaia (rus: Саратовская) és una stanitsa de l'ókrug urbà de Goriatxi Kliutx, al krai de Krasnodar, als contraforts nord-occidentals del Caucas, a Rússia. Està situada 12 km al nord-est de Goriatxi Kliutx, i 35 km al sud de Krasnodar. Tenia una població el 2010 de 6.567 habitants dels quals el 84.9 % són d'ètnia russa i un 6.2 % d'armenis.
És cap del municipi Saràtovskoie, al que pertanyen així mateix Prirechenski, Molkin, Paporotni, Séverni, Solioni i Sorokin.

## Història
Va ser fundada el 1864 com Psékupskaya. El 1867 va ser canviat el seu nom a l'actual.

## Transport
A la localitat hi ha una estació del ferrocarril Krasnodar-Tuapsé. Al costat de Saràtovskaia passa la carretera federal M4 Do Moscou-Novorosíisk.